# Peperomia andrei
Peperomia andrei är en pepparväxtart som beskrevs av C. Dc.. Peperomia andrei ingår i släktet peperomior, och familjen pepparväxter. Inga underarter finns listade i Catalogue of Life.